# На путу за Бабадаг
На путу за Бабадаг (пољ. Jadąc do Babadag) је путописни есеј пољског аутора Анджеја Стасјука. У Пољској је издан 2004. године, српски превод добија 2009.
Путопис описује крајеве и (у већини) профил људи, којих је писац обилазио за време од седам година, када је у пасошу имао „нешто више од 160 печата”. Поготово је волео гледати Циганске заједнице („Да, опседнут сам са Циганима”). Путовао је својим аутом и јавним превозом (воз, аутобус, такси). Писац је књигу састављао код куче, касније него што је локације обилазио, уз помоћ слика које је радио („У таквим ноћима као што је ова извадим кутију са сликама. Тамо их је око хиљаду...уопште не знам када сам је направио, али знам где сам је направио.”) Поред слика аутор је користио и књиге, које су се бавиле локалном популацијом. За Словенију користи цитате Драга Јанчара, за Румунију Емила Сиорана, Корнелија Кодреана, поред још неколико осталих аутора. Цитати књига се више наносе на психоанализу него географијом или обележјима.

## Етимологија наслова
Књига носи назив, који више пристоји чаробним приповеткама са истока (Хиљаду и једна ноћ), али тај, некада Турски, Бабадаг није место из дечјих прића, него њихова супротност. О самом Бабадагу сазнамо веома мало, аутор се по граду није ни разгледао, него је само пролазио аутобусом кроз град.
И опет овај Бабадаг, као пре две године: аутобус се заустави за десет минута, шофер негде нестане, клинци без неког интереса просјаче у јужњачкој вручини, ништа се није променило.(...) Бабадаг су били умор и самоћа. Људи излазе из аутобуса и стоје у самоћи са малим сенкама код нога. И бели минарет, који као прст, гледа у празнно, плаво небо.

## Жанр
На путу за Бабадаг је путописна књига од 14 есеја по, како каже писац, заборављеној Европи. Писац путује по Источној Европи; Пољској, Словачкој, Мађарској, Румунији, Словенији, Хрватској, Албанији, Молдавији и Придњестровљу. Књига путописа је писана на веома оригиналан начин, више него класични путопис бави се метафизиком разних народа, у неким деловима прелази и на есхатологију (гробља палих војника у Карпатима, масовно гробље у словеначком Кочевском Рогу). Више од географије и описивања локација, аутору је битан приказ (сиромашних) комуна у посткомунистичкој ери.
На корицама пољског издања написано је:
Пут у дубину свести народа овог дела Европе, коју су некад имали за лошу, неразвијену, примитивну и заосталу.
У књизи ја два пута написао:
Волим тај балкански циркус...
За Словенију написао је:
Куда год кренем тражим Цигане. У Прекмурју сам потрошио цео резервоар горива да би их нашао...љутио сам се на ову дежелу и на Словенце, те издајице словенског циркуса, али нисам нашао ниједног, иако сам прочитао, да они тамо сигурно постоје.
Босанско-хрватски књижевник Миљенко Јерговић је о књизи написао:
У жанровском је смислу бастард, док у идејном представља апологију света који је преживео комунизам и сачувао животну и културну аутентичност европског Истока.